# 航空魚雷

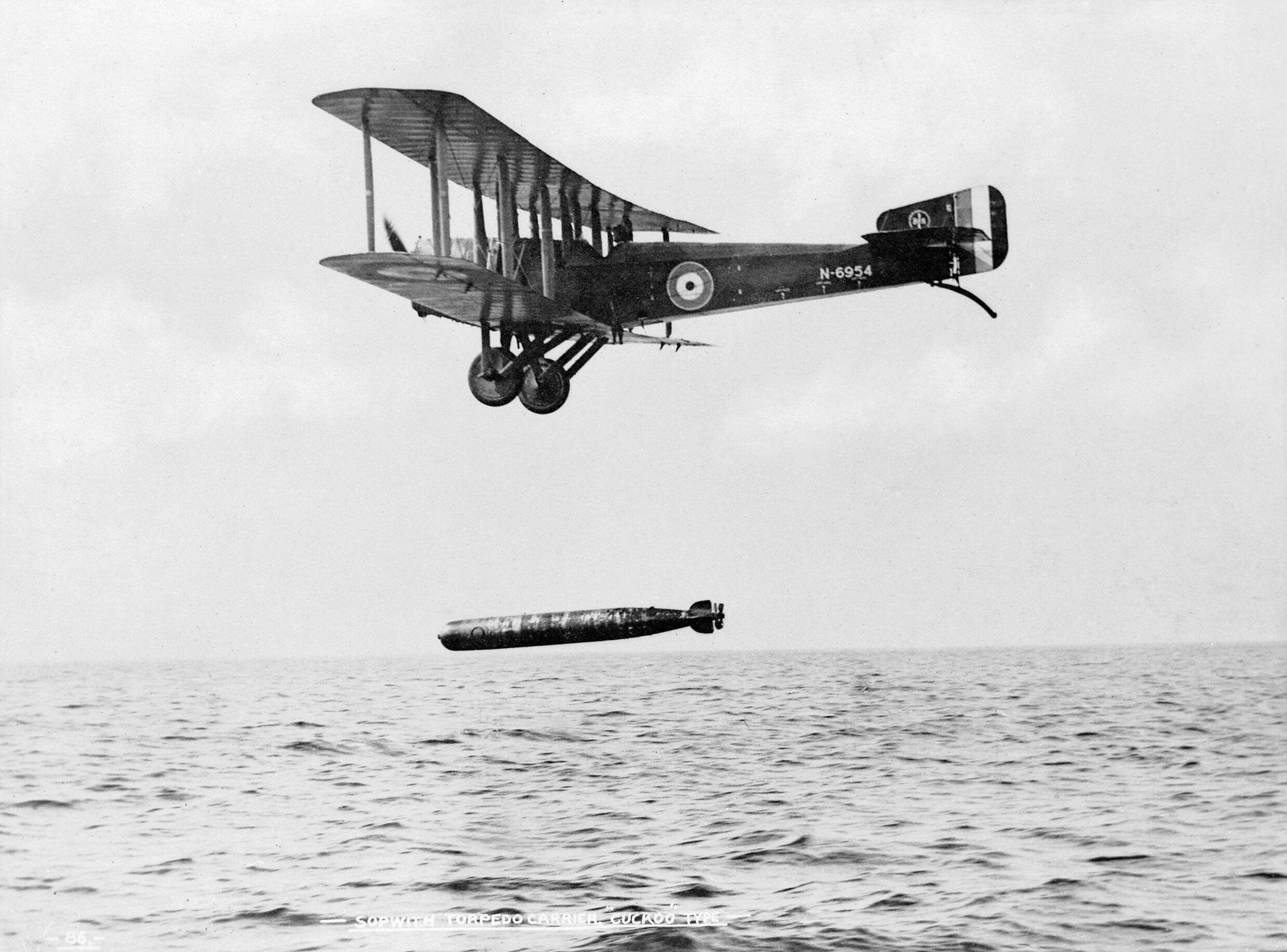
第一次世界大戦中にソッピース クックーから投下された航空魚雷

航空魚雷（こうくうぎょらい、英: aerial torpedo）は、航空機（固定翼機やヘリコプター）から投下できるように設計された魚雷（海戦用の兵器）。第一次世界大戦で初めて使用され、第二次世界大戦で広範囲に使用された。現代では、対潜水艦用の航空魚雷以外は、かなりの部分が空対艦ミサイルに取って代わられたが、近年P-8で運用可能なHAAWCなど、再び注目されつつある。航空魚雷は、一般的に潜水艦や水上艦艇（魚雷艇、水雷艇、駆逐艦など）用の長魚雷よりも小型軽量である。
歴史的に、航空魚雷は巡航ミサイルの前身といえる。

## 特徴
航空魚雷は、通常の魚雷と次の点が異なる。
- 空中を長距離（通常は200m以上）飛行する。
- 水面への突入速度が速い（ほぼ航空機の飛行速度に等しい）[注釈 1]したがって、
  - 突入時の衝撃によって、弾頭の殻を破壊しかねない。
  - スクリューのブレード（羽根）を曲げてしまう。
  - 水面で飛び跳ねてしまう。
- 落下速度があるうえに、入水時には斜め下向きに加速するので、水中深く沈降し、水底が浅い場合には突き刺さる。
- 飛行中に気流の外乱を受け、制御しなければローリング（横回転）する。

これらに対して、本格的な航空魚雷である日本の九一式魚雷には、次の対策を施した。
- 尾部安定翼を付加した。これは木製で、水面突入時に衝撃で脱落する。これによって、空中の姿勢が安定した。
- 頭部にガードを付加した。これも木製で、水面突入時に衝撃で脱落する。これによって、頭部を防御するとともに、飛行中の減速に役立った。
- スクリューを強化した。
- ローリングを防ぐために、ジャイロスコープを利用したロール安定制御器を備え、本体両側の安定舵（航空機の補助翼に相当）を制御して、空中および水中で正中方向（真上）を保った。これは、加速度制御（PID制御）をする画期的なシステムであった。これによって、次の二つが可能になった。
  - 頭部内側の下面だけに補強材を入れた。
  - 水面突入時に、昇降舵を上げ舵にしておくことによって、深く沈降しないようにした。

## 戦術と使用方法
航空機から軽量の魚雷を落とすという方法は、1910年代の初期にアメリカ合衆国海軍の士官ブラッドリー・フィスク（Bradley A. Fiske）が考案した。フィスクは、魚雷を爆撃機で運び投下する手順を考案し、標的艦が防御しにくい夜間の接近も含む戦術を立てて、1912年に特許を取った。フィスクは、（想像上の）雷撃機が敵の銃撃を避けるために急速に鋭い螺旋形で降下し、次いで海面上約10〜20フィート（3〜6m）で魚雷を目的の方向に合わせて十分な距離を直線的に飛行するように定めた。雷撃機は目標から1,500〜2,000ヤード（1,400〜1,800m）の距離で魚雷を放つ。フィスクは1915年に、魚雷の進路に十分な深度の余裕があれば、この方法によって敵艦隊をその港湾内で攻撃できると報告した（それは後にタラント空襲と真珠湾攻撃で実現した）。

### 第一次世界大戦
1914年7月には、最初の英国製の航空魚雷が水上飛行機ショート・フォルダー（Short Folder）からアーサー・ロングモア中尉（後に空軍大将、サー）によって試験的に投下された。1914年11月には、ドイツ人がツェッペリンから魚雷を投下する戦術をボーデン湖で試したという。
1914年12月、クックスハーフェン空襲（Cuxhaven Raid）に参加した飛行隊長セシル・レストランジュ・マローン（Cecil L'Estrange Malone）はその直後にこう語っている。「もしこちらの水上機や、こちらを攻撃しにやってきた敵機に魚雷や軽砲が積んであったとしたら、どういうことができたか想像に難くない」。
1915年8月12日に、エーゲ海で作戦中の水上機母艦ベン・マイ・クリーから発進した司令官チャールズ・エドモンズ（Charles H. K. Edmonds）の操縦するショート 184は、直径14インチ、810ポンド（370kg）の魚雷を抱えて離水し、マルマラ海でトルコの補給艦を撃沈した。5日後には、エドモンズは再びトルコの汽船を魚雷で撃沈した。彼の編隊員の G. B. ダクレ空軍中尉は、エンジン不調で海への着水を余儀なくされた後、トルコのタグボートを撃沈した。ダクレはタグボートに向かって航行し、魚雷を放ち、その後離水して母艦に戻ることができた。ショート・フォルダーを雷撃機として使用するには制約があった。魚雷を抱えて離水するには完璧な気象条件と穏やかな海が必要であり、魚雷を抱えた状態では燃料が尽きるまでの45分と少しだけしか飛ぶことができなかった。これらの実績を基に、英国では雷撃機が何種類か作られた。ソッピース クックー、ショート シャール（Short Shirl）、ブラックバーン ブラックバード（Blackburn Blackburd）などである。大戦末期には雷撃機による飛行中隊が編成されたが、それらは遅すぎて運用に間に合わなかった。
1917年5月1日、ドイツの水上飛行機2機が魚雷を搭載して出撃し、サフォーク沖で2,784英トン（2,829トン）の英国汽船ジーナに対して魚雷を投下してこれを撃沈した。尚、2機のうち後続の1機は沈没するジーナからの銃撃で撃墜された。その後ドイツの雷撃機隊はオステンドとゼーブルージュで統合され、北海において更なる作戦行動を行った。。
1917年後半に米海軍は、400ポンド（180kg）の模擬魚雷を投下する試験を行ったが、投下した模擬魚雷が水面を飛び跳ねて危うく航空機と衝突しそうになった。

### 両大戦の間
アメリカ合衆国は1921年に最初の雷撃機マーティンMB-1の改良型を10機購入した。米海軍の飛行中隊と海兵航空団は海軍兵器基地ヨークタウンに拠点を置いていた。ビリーミッチェル准将は、プロジェクトB（対艦爆撃デモ）の一環として、本物の弾頭を付けた雷撃の試験を提案した。しかし、海軍は航空爆弾の破壊効果にしか興味がなかった。それでも、模擬弾頭の魚雷を用いた試験が、17ノットで航行する戦艦4隻の戦隊に対して実施された。雷撃はよい成績を残した。
日本海軍は1931年に雷撃機で高度330フィート（100m）から速度100ノット（190km/h）で投下できる九一式魚雷を開発した。1936年に魚雷に木製尾翼「框板」を付加すると、空気力学的に空中姿勢が安定した。框板は、水中突入時の衝撃で脱落するようになっていた。1937年には、先端に脱落する木製ダンパーを追加して、高度660フィート（200m）から速度120ノット（220km/h）で投下できた。1938年には、目標からの距離3,300フィート（1,000m）で九一式魚雷を投下するという戦術教義が定まった。同様に、日本海軍は夜間攻撃と昼間の集中攻撃の教義を開発し、地上と空母艦載の雷撃機間での航空魚雷攻撃の調整をした。
日本海軍では雷撃機の編隊を二手に分けて敵戦艦の両舷前方から同時に攻撃することによって、魚雷を回避行動で避けられないようにするとともに、雷撃機隊への直接の対空砲火を緩和するようにした。それでも、日本の戦術専門家は、平時の演習中の観察によって、戦艦に対して雷撃は1/3の割合でしか命中しないと予測した。
1925年の初めには、アメリカ合衆国も純粋な航空魚雷の設計を開始した。このプロジェクトは中止され、数回復活し、最終的に魚雷「Mk13」として1935年に運用を開始した。Mk13は、他の国の航空魚雷よりもかなり太くて短かった。他の国の航空魚雷よりも遅かったが、航続距離は長かった。航空機からの投下は、当時の日本と比べて低く遅かった（高度50フィート（15m）、110ノット（200km/h））。

### 第二次世界大戦
1940年11月11〜12日の夜、イギリス艦隊航空隊の複葉機ソードフィッシュはタラント空襲において、魚雷と爆弾の組合せで3隻のイタリア戦艦を撃沈した。イギリス雷撃機が発射した魚雷はドイツ戦艦ビスマルクの舵を破壊し、イギリス艦隊が捕捉するのを助けた。第二次世界大戦前半のイギリスの標準的な航空魚雷はMark XIIだった。直径18インチ型で、重量1,548ポンド（702kg）、炸薬は388ポンド（176kg）のトリニトロトルエン（TNT火薬）であった。
ドイツの航空魚雷の開発は、1930年代にこのカテゴリーを軽視し続けたために、他の交戦国に後れをとっていた。第二次世界大戦の初め、ドイツでは月間5本の航空魚雷を作っていただけであり、しかも半分は空中投下演習で失っていた。その代わりに、イタリアの航空魚雷はリエカで作られ、結局1,000本を配備した。

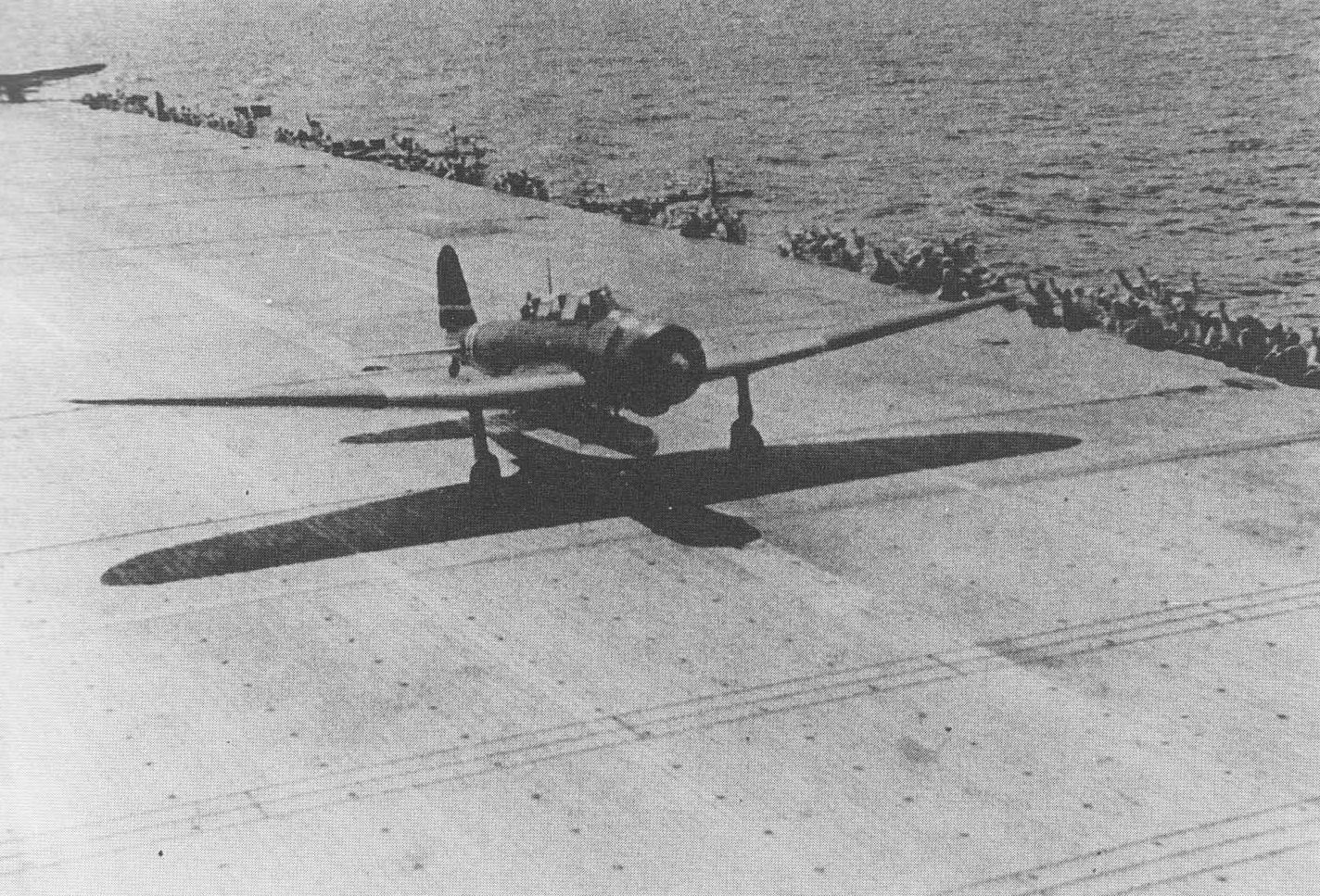
珊瑚海海戦にて空母瑞鶴から魚雷を抱えて離艦する九七式艦上攻撃機

1941年8月には、日本海軍は鹿児島湾の浅い海域での投下によって九一式魚雷の改良を行い、港湾内の艦船を攻撃する戦術を開発した。九七式艦上攻撃機から予想以上に速い160ノット（296km/h）で、水深100フィート（30m）の海底に魚雷をこすらずに雷撃できることが分かった。1941年12月8日の真珠湾攻撃で、第一波の九七式艦上攻撃機40機は、その戦術を使用して15発以上の魚雷を命中させた。
1942年4月、アドルフ・ヒトラーは、航空魚雷をドイツの優先生産品にした。ドイツ空軍はナチス・ドイツ海軍から生産を引き継いだ。航空魚雷の生産数は1年の使用量を上回り、過剰に生産された航空魚雷は戦争の終結時に引き渡された。1942年から1944年の後半に約4,000発の航空魚雷が使用されたが、戦争中に製造されたのは約10,000発だった。雷撃機はハインケルHe111とユンカースJu 88の改良型だったが、戦闘機フォッケウルフ Fw190も搬送機としてよく使われた。
Mk13は米国の主力航空魚雷だったが、1943年のテストで150ノット（280km/h）以上で飛行する航空機から満足に投下できるのは105発中33発だけであることが判明した。その後は日本の九一式魚雷と同様に、Mk13も木製の先端覆いと木製の尾部環を付け、両方とも入水時には脱落するようにした。木製の覆いは、落下中を通じて速度を落とし、目標の方向を維持した。先端の覆いは着水時の運動エネルギーを十分に吸収し、投下可能な航空機の高度と速度を2,400フィート（732m）、410ノット（760km/h）と大幅に増加した。
1941年にアメリカは、空中投下できる対潜水艦用で電動の音響ホーミング魚雷Mk24（FIDO）の開発を開始した。イギリスでは、標準の航空魚雷が高速の航空機用に強化されて、Mark XVになり、Mark XVIIになった。艦載機用の炸薬は388ポンド（176kg）のTNTにとどまっていたが、戦争の末期には、より強力なトーペックス432.5ポンド（196.2kg）に増加した。
第二次世界大戦中、米国の艦載雷撃機は1,287回の対船攻撃をして、65％は軍艦に対して行い、40％が成功した。しかし、雷撃に必要な低高度・低速の侵入は護衛艦の格好の標的となった。例えばミッドウェー海戦では、ほぼすべてのアメリカの雷撃機が撃墜された。

### 朝鮮戦争
第二次世界大戦後、対空防御は改善し、航空魚雷による攻撃は自殺に等しくなった。軽量な航空魚雷は処分されるか、小型潜水艦での使用に転用した。航空魚雷の唯一で重要な用途は、対潜水艦戦だけになった。
朝鮮戦争において、アメリカ海軍は魚雷を航空機から投下してダムを破壊した、最後の通常魚雷による攻撃を実行した。。

## 現代における航空魚雷

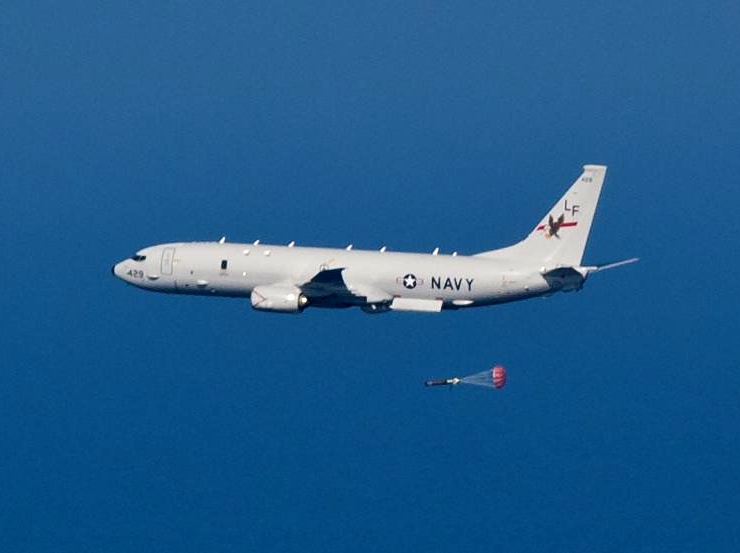
P-8から投下され、パラシュートで減速するMK-46魚雷

潜水艦の潜航時間が延びたことや艦艇の対空兵器が進化したことでロケット弾による攻撃が有効性を失ったことから、空対艦ミサイルの登場により航空機が搭載する対艦兵器はミサイルが主流となった。魚雷は固定翼・回転翼哨戒機や対潜ミサイルが搭載するが、艦艇に搭載される物と共通化された対潜水艦用の兵器であり、投下後はパラシュートで減速し予定した場所に下向きに着水させる。誘導魚雷のためここから敵潜水艦に向けて向きを変えていく。このため旧来型の航空魚雷は需要がなくなり、新型の開発は途絶えている。
第十雄洋丸事件ではLPG船の撃沈処分のために水上艦、潜水艦、哨戒機が派遣されたが、哨戒機は魚雷を搭載可能であったもののロケット弾や対潜爆弾により船体上部に穴を開ける任務を担当している。
アメリカ軍では哨戒機から魚雷を投下する際にできるだけ海面から距離を取れるように、短魚雷のMk54に滑空用の翼と誘導装置を取り付け高高度・長距離投下能力を付与させる、高高度対潜兵器能力 (HAAWC: High Altitude Anti-Submarine Warfare Weapon Capability) の開発を行ってきており、高高度対潜兵器能力「HAAWC」のボーイング社とフルレート生産（FRP）契約を結んだ。発射母機は高度を下げずに投下できる航空魚雷システムとなっており、P-8Aの後部ウェポンベイに最大5発が搭載される。

## 日本の航空魚雷

### 九一式魚雷
日本の九一式魚雷は、2つの特徴をもっていた。

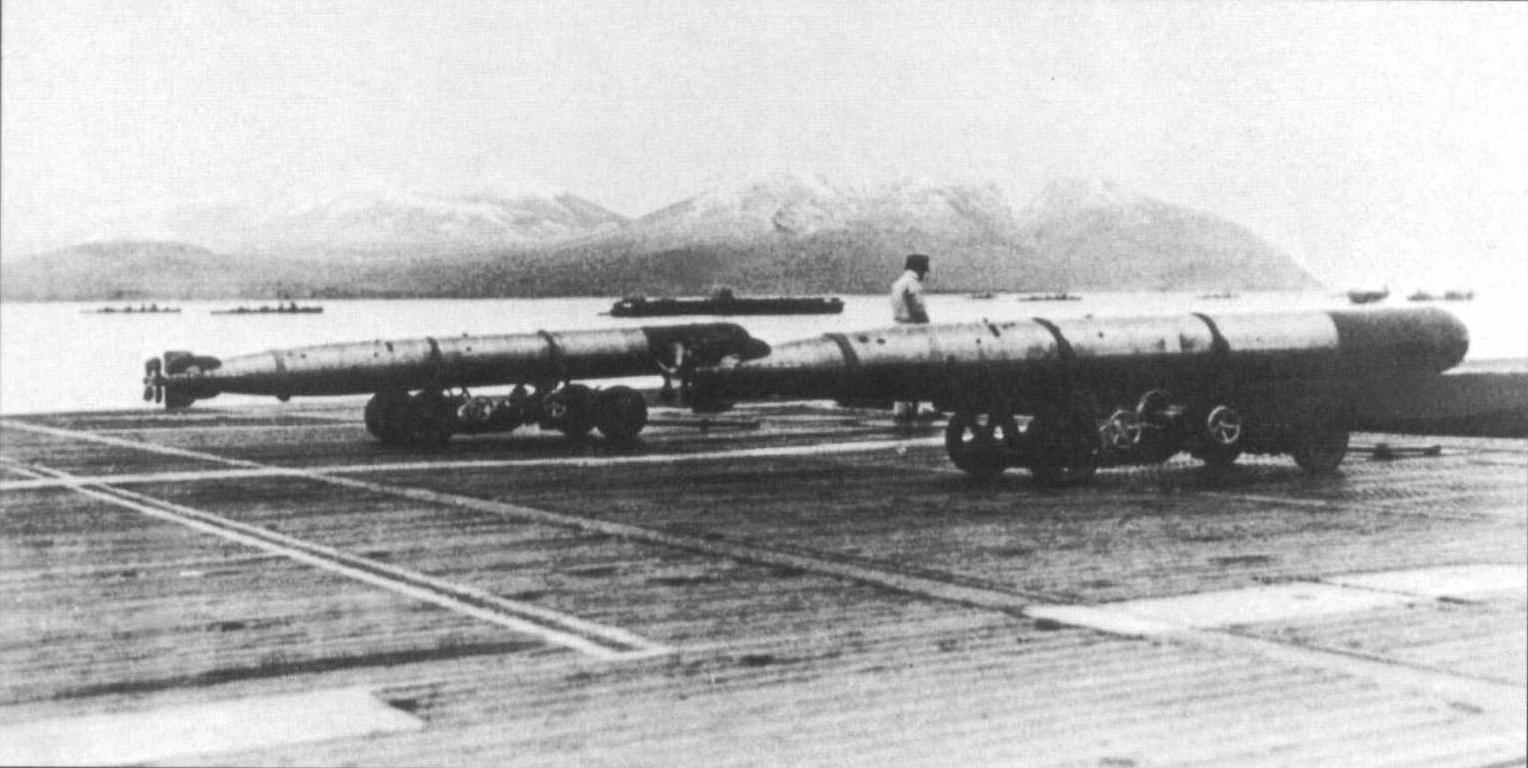
九一式魚雷、1941年11月真珠湾攻撃直前、空母赤城の飛行甲板上、背景は択捉島単冠湾

- 1936年から、横須賀航空隊八分隊雷撃班の提案による（水中突入時に飛散する）木製空中姿勢安定の「框板」を尾部に装着した（九一式航空魚雷改1）。
- 1941年春から、ロールを安定制御する角加速度制御安定器を備えた（九一式航空魚雷改2）。この安定器は航空魚雷にとって最大のブレークスルーだった。

これらによって、九一式魚雷は速度 180 ノット（333km/h）、高度66フィート （20m）でも、海底の浅い港湾で発射できるようになっただけでなく、九七式艦上攻撃機の水平最高速度 204 ノット（378 km/h）を超える加速度降下雷撃で波立つ荒れた海でも発射できるようになった。

### その他の日本の航空魚雷
九二式魚雷（電池駆動の航空魚雷）は単なる試験的モデル以上のものではなかった。
1934年に艦政本部は、九三式酸素魚雷の航空魚雷型である、独自の九四式魚雷を機密裏に開発していた。しかし、この計画は放棄された。九四式魚雷は重くて取扱いがまったく困難だった。
大戦末期には、総重量が2トンの試製魚雷Mを開発していたが、これは未完成のまま終わった。横須賀空技廠は、1944年春から、4発の陸上攻撃機「連山」用に、重量2トンの巨大な航空魚雷を開発していた。その魚雷は「試製魚雷M」または略式に「2トン魚雷」と呼ばれた。この魚雷は九一式航空魚雷を巨大化したようなもので、直径 21インチ（53.3cm）、全長 23 ft 4-1/4 インチ（7.10m）、全重量は 2,070 kg、炸裂火薬量は 750 kg に達するとされた。
しかし、九一式航空魚雷開発チームのメンバーは、試製魚雷Mを九一式航空魚雷シリーズの一つとはみなしていなかった。この魚雷は日本海軍史上最大の航空魚雷になるはずだったが、雷撃を4発大型機で遠方から行うという戦術コンセプト自体がすでに時代にそぐわなくなっていたので、この魚雷は未完成のまま終わった。

## 日本海軍航空における雷撃発達史
九一式航空魚雷登場に至るまでの時代の、海軍航空の航空魚雷および雷撃機の発達の歴史を振り返る。

### 海軍航空の発足
1909年ごろ、大英帝国海軍では水上機に魚雷搭載する試みがはじまり、第一次大戦の1915年には水上機による雷撃実戦で戦果をあげた。またこのころ、イギリス海軍は航空母艦への着艦にも成功した。大日本帝国海軍では第一次大戦中以降、フランス製ファルマン航空機、アメリカ製カーチス航空機や英国ホワイトヘッド社製魚雷で雷撃を研究、試行錯誤する時代が続いた。
日本海軍における海軍航空の発足は1912年（明治45年）6月26日であり、山路一善大佐（当時）を委員長とする海軍航空術研究委員会が設置された。当時の山内四郎 中佐、梅北兼彦 大尉、金子養三 大尉、河野三吉 大尉、山田忠治 大尉、小濱方彦 機関大尉、山下誠一 機関大尉、中島知久平機関大尉たちが任命され、湘南のさびれた漁村、追濱に海軍飛行場が設置された。当時は水上機ばかりだったが、将来は陸上機の時代がきっと来るからと、陸上飛行場を設けるのに必要な土地が確保された。その4年後、1916年（大正5年）海軍航空隊令という官制ができ、独立航空隊設置の予算案が議会を通過した。4月1日に横須賀に初めて海軍航空隊が誕生し、同時に艦政本部で行っていた航空に関する事項を海軍省の事務局で行うことになった。

### 初期の雷撃実験と航空機
初期の飛行機は、気象条件と風に左右された。飛行機「1台」を1日に気流の安定する15分程度を見計って飛行するので、全員が順番待ちとなり、操縦者の飛行時間も1年に40～50時間程度しか得られなかった。
航空機雷撃の実験は、日本では1914年ころから開始された。
1914年（大正3年）に、飛行機から本当に航空魚雷が使えるのか、という研究が始まった。航空魚雷の技術研究のため、呉工廠で、45センチ魚雷を約 150 フィート（46m）程の起重機から落下させて実験を開始した。
1915年（大正4年）に、100馬力のモーリス・ファルマン水上機（Type 1914）にアメリカ製四四式36センチ（14in, 35.5cm）魚雷を積んで実験した。3人まで乗れる機に1人だけ搭乗し、1時間の燃料を搭載した状態で、魚雷を搭載して無事飛び上がることができた。しかし、旋回しようとすると飛行機の高度が落ちてくるので、航空魚雷の発射に向けての検討はできなかった。より大きな18インチ（45.6cm）魚雷を搭載するためには、もっと出力の高い飛行機を使う必要があることが判明した。
1918年（大正7年）、篤志家の山下汽船株式会社社長、山下亀三郎から陸軍海軍に100万円の寄付があり、このうち海軍に割り当てられた50万円で、海軍は複数の海外航空機を購入した。その一つである英国ショート社の320馬力双フロート大型水上機で初めて、18インチ魚雷搭載飛行に成功した。
1922年（大正11年）、英国空軍のセンピル教育団が導入した450馬力のブラックバーン・スイフト雷撃機を使用し、霞ヶ浦で模擬魚雷の発射試験が実施された。1921年春から翌年秋まで、海軍航空は英国空軍からセンピル大佐の一行を日本に招いて指導を得た。このとき、センピル教育団は日本が購入した航空機を持ち込んだ。その中にはブラックバーン・スイフト雷撃爆撃機、ソッピース・クックー単座雷撃機など、各種の艦上雷撃機があった。日本の海軍航空は水上機しか使っていなかったので、驚きをもって迎えた。これらの機体を使って模擬18インチ短魚雷で講習を行い、実地に霞ヶ浦で浅深度発射を行って雷撃技術を訓練指導した。当時の和田秀穂中佐をはじめ海軍航空の関係者は、その後に横須賀で実施された雷撃テストにさらに大きな印象を受けた。
1922年（大正11年）の秋、英国人ハーバート・スミス技師の設計によって、車輪式の陸上機で18インチ魚雷を搭載できる、三菱製の海軍一〇式艦上雷撃機が完成した。この機で横須賀航空隊は、全長のやや長い通称「長魚雷」による雷撃テストを集中して行い、日本での雷撃射法を確立した。この時期の主務研究員だった赤柴千仗大尉（当時）は横須賀航空隊に出張して、四四式二号45センチ魚雷（18インチの長魚雷）を 50 数本発射テストした。その結果、従来型の魚雷（短魚雷）よりも水面への入射も水中走行も著しく良好なので、長魚雷を航空用魚雷として採用することに決定した。低空雷撃射法の基礎を固めたのもこのころだった。このころから、模型魚雷や、演習用の模擬頭部付き実魚雷で発射訓練を実施した。
1923年（大正12年）ころ、成瀬正二大尉（当時）は英国の工廠を見学して報告し、日本の航空魚雷開発を最初から担当した。

### 霞ヶ浦航空隊の発足と海軍航空精神
1922年（大正11年）11月、センピル大佐は講習の任務を終了し、勲三等を賜り、大部分の人員をつれて帰国した。これに伴いセンピル教育団当時の臨時海軍航空術講習部は廃止されて、この1922年（大正11年）11月に、霞ヶ浦海軍航空隊は正式に開隊した。これは佐世保鎮守府所属の大村海軍航空隊の開隊と同時だった。霞ヶ浦航空隊と横須賀航空隊には練習部が設立され、霞ヶ浦では航空術の教育と研究、横須賀では気球による教育と研究が行われた。
1927年（昭和2年）～1928年には、航空母艦赤城、航空母艦加賀が就役し、このころ海軍航空本部も艦政本部から独立した。
1930年（昭和5年）、館山に航空隊が設立された後は、霞ヶ浦と横須賀の両航空隊は練習航空隊となった。

### 初期の雷撃構想
1930年（昭和5年）、廃艦の「明石」に対して、初めて実頭部での雷撃実験が行われた。このときの実頭部は呉工廠で応急試作したものだった。3本発射して、2本を命中させることができた。1931年（昭和6年）には当時の飛行機としてはかなりの高高度からの発射による雷撃も可能となった。
1930年には、九一式航空魚雷は成瀬少将（終戦時）が開発を開始し、1931年に兵器制式採用された。
航空本部所属、横須賀空技廠の開発チームは、航空魚雷の最大射程は 2,000m（1.8 海里）以内で可能、と結論付けた。航空機が40ノットで走行する魚雷を放つとき、速度30ノットで走行中の目標艦船は確実に急激な回避行動を行う。そこで雷撃パイロットは攻撃する目標にできるだけ接近することが必要になった。
1934年のはじめ、艦政本部（海軍省所属で海軍の兵器システム全般の責任と実務を担当する部署）は、日本の航空魚雷について独自のプランとプロジェクトをもっていた。艦政本部のプランは、敏捷ではない巨大飛行艇が大きく重い九三式「酸素魚雷」を運んで、長距離射程で射出し、安全に基地に戻る、という構想だった。後に、それは非現実的な机上プランだということが解った。しかし当時、艦政本部は機密裏に、九三式酸素魚雷の航空魚雷型である、独自の九四式航空魚雷を開発していた。艦政本部の保有する川西九七式大艇は、1934年の初試験飛行に大成功を収めていた。
艦政本部は独自プランの破却に伴い、九一式魚雷の生産までも生産停止を命じたので、九一式魚雷を基にした航空魚雷の開発スケジュールは著しく遅れた。このため、横須賀海軍工廠の開発メンバーたちは右往左往し、混乱させられた。

### 高速雷撃研究と框板開発
1935年（昭和10年）末以降、横須賀海軍航空隊（横空）八分隊 雷撃班では、空技廠と共同で魚雷発射実験を繰り返し実施していた。1936〜1937年に、横空での高速雷撃研究をとおして航空魚雷を空中姿勢を安定させる木製尾翼「框板」が開発され、これによって発射法は従来より飛躍的に進歩し、航空機の旋回中、降下、上昇中も魚雷発射できるようになった。
1936年（昭和11年）、横空八分隊 雷撃班では最終段階の実用試験中の九試中攻試作機（のちの九六式陸上攻撃機、中攻）を使って高速雷撃発射法の研究を行っていた。
雷撃班では、鴨遊波夫 少佐、片岡政市 少佐（海兵51期）、中尾源吾 技手たちが魚雷実験の指導と研究を行った。
雷撃に使用した機種は、当初は九二式艦上攻撃機、九試艦攻（空技廠製の九六式艦上攻撃機）で、そののち九六式陸上攻撃機（中攻）を使って高速雷撃の研究を行った。（さらに九五式陸上攻撃機（大攻）で1.5トン魚雷の雷撃実験を行った時期もあった。）当時の横空 第三飛行隊長は新田慎一 少佐（海兵51期）で、雷撃実験は、1935年末（11月）に航空母艦「赤城」から異動してきた横空 雷撃班 八分隊長の馬野光 大尉（海兵52期）が中心となって担当した。雷撃操縦員は、河野好信、田力、船津、土屋誠一（各航空兵曹）が担当していた。
雷撃実験には空気式の九一式魚雷が使われた。九四式魚雷（酸素魚雷）は、雷速は高速で気泡がほとんどなく視認困難な特長があったが、魚雷としては定針が不正確で不成績だった。
この発射実験中に、発射から着水までの落下中に左右転動、落射角の変動などが相当あることが明確になった。魚雷は、甚だしい場合には空中でピッチングを繰り返したり、ローリングが90度を超した。そのような状態の魚雷は射入点以後の進路の屈曲が甚だしく、定針までの距離が長くなり、駛走状態も悪くなった。操縦による飛行姿勢や魚雷の落下管制器を工夫したが、改善効果は思わしくなかった。
実験を担当した横空八分隊 雷撃班では、特に河野好信 空曹長が「これは、魚雷にも爆弾のように大きな尾翼を付けたら解決できるだろうに」と熱心に主張していた。それを受けて魚雷に取り付けられた初期の空中尾翼は、見かけは貧弱なベニヤ板だったが予想外に成績が良く、改良されて後の框板になった。

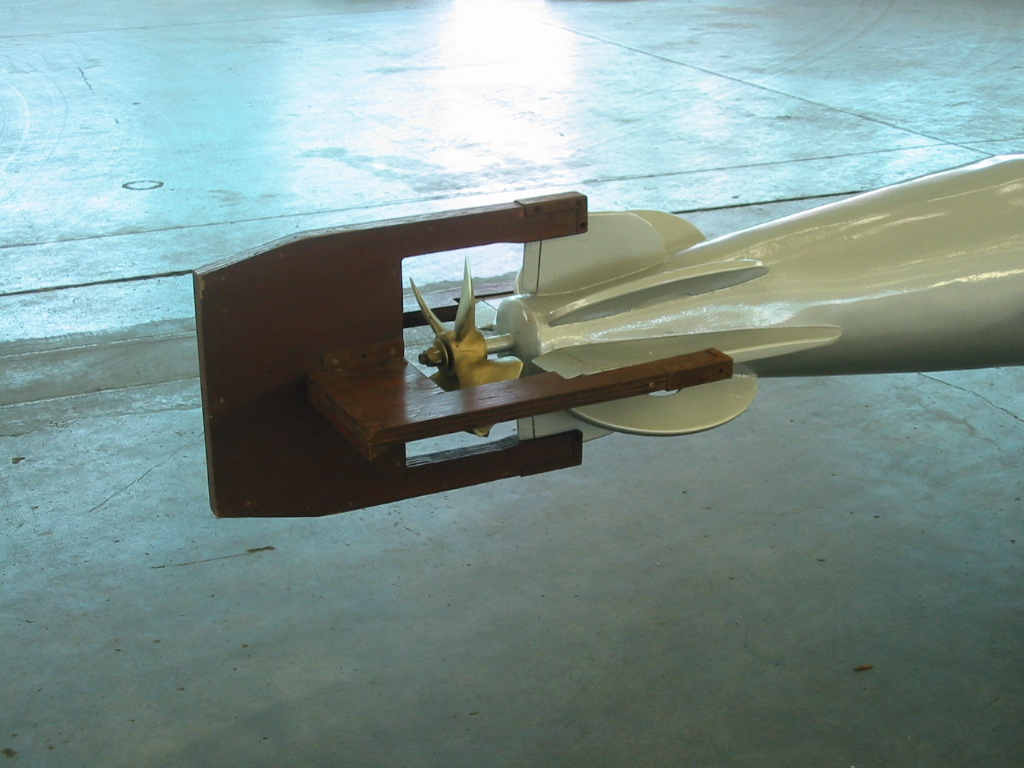
魚雷後部の姿勢安定板。ハワイ、フォードアイランドの太平洋航空博物館所蔵品。

1936年ごろ、空中姿勢を安定させる脱落式の木製尾翼「框板」を付け、空技廠雷撃科の嘱託、村上少将が、複葉機の一〇式艦上雷撃機を使って直径 45cm の旧型の四四式二号魚雷で雷撃成功を確認し、九一式航空魚雷で 120 ノットでも雷撃が安定して成功することを確認した。この空中尾翼によって発射法は飛躍的に進歩し、航空機の旋回中、降下・上昇中も魚雷発射できるようになった。500m以上から高々度発射も行われた。
航空魚雷開発チーム・メンバーたちは、1936年に九一式航空魚雷を改めて改1とし、水中突入時に外れる形式の木製尾部安定板に対応させた。チームは翌1937年に、高度 500m と 1,000m で緩衝器付きの航空魚雷の投下テストをデモンストレーションした。航空魚雷開発チームは、中止されていた九一式航空魚雷の開発を再び開始した。
1936年（昭和11年）中に横空 雷撃班に中攻2機がそろったので、馬野分隊長は2機編隊での襲撃運動を研究した。
雷撃班に最新の可変ピッチプロペラを装備した中攻の三型（金星三型エンジン搭載機）が配備されてからは、魚雷の高速発射実験で思い切った操作ができるようになった。
1937年（昭和12年）3月、横空八分隊は九五式陸上攻撃機（大攻）による大型魚雷の高速雷撃実験でフラッター事故を経験した。フラッター事故が起きたのは横須賀市三浦半島沖の観音崎で、降下中の大攻からの1トン半魚雷の高速雷撃実験中だった。この1937年春の事故を最後に1トン半の53センチ魚雷実験は終了した。そのころ、横空には1トン半魚雷は2本しかなく、毎週2本を発射実験し、小谷雄二 大尉（海兵53期、1940年中国 重慶で戦死当時13空飛行隊長）、入佐俊家 大尉（海兵52期、1944年マリアナ沖海戦で戦死当時601空司令兼航空母艦「大鳳」飛行長）、山之内醇 大尉（海兵56期、1940年中国 南京で戦死当時木更津空分隊長）、石俊平 大尉（海兵56期、戦死）たちも交互に同乗した。事故当時、主操縦は土屋兵曹、副操縦は八分隊長の馬野大尉、搭整員は河村謙吉兵曹で、魚雷兵器技術担当の片岡少佐を含む総員10名が搭乗していた。観音崎射場でエンジン全開で降下しながら速度を上げていき、高度300m、飛行速度140ノットの制限に達して魚雷発射直前に、突然エルロンからフラッターが発生し、補助翼、水平垂直尾翼の各舵とも猛烈に振動を始め操縦制御困難になった。分隊長の指示で魚雷投棄し70ノットの巡航飛行に回復したが、木更津へ戻る途中で急速にエンジン停止、そのまま高度100mから不時着水した。最前部席の小林一空兵だけが殉職したが外傷なく、他の9名は怪我なく這い出して無事だった。フラッターの最中に搭乗整備員から燃料圧力計がゼロと報告されていたので、フラッターによる燃料パイプ切断と推定された。
1938年（昭和13年）には、九一式航空魚雷は脆弱な本体を強化対応した改2になった。
1939年（昭和14年）4月、紀伊半島沖20マイルで、洋上航行中の戦艦への雷撃演習が実施された。艦底通過に調整された850kg航空魚雷を各2本搭載し横浜港を出発した横濱航空隊の九七大艇4小隊12機は、2時間後に紀伊半島沖を航行中の戦艦山城、戦艦金剛に雷撃演習を実施した。高度2000mから緩降下加速して全速力（最高速度208ノット、385km/h）にし、各小隊が四方から全機合計24本の魚雷で挟撃した。水平距離800mまで接近して850kg魚雷各2本を同時に発射し、艦底通過した白い雷跡で雷撃成功を確認した。
1939年（昭和14年）11月、連合艦隊の佐伯湾海軍大演習で、浅海面雷撃演習が実施された。湾内に警戒碇泊中の青軍側の艦船に対する奇襲攻撃を想定した。赤軍側の九七式飛行艇雷撃隊が魚雷に想定した信号弾を距離1000mで発射し、青軍側艦艇を緊急湾外脱出させた。奇襲攻撃は完全成功だが雷撃は九一式魚雷が浅海面雷撃に対応していないため効果なし、と審判官に判定された。

### ロール安定制御器の開発
安定器（ロール安定制御器）が導入される以前の九一式航空魚雷の初期型は、当時の他の航空魚雷がもっていたのと同じ、ある深刻な問題を抱えていた。荒っぽく高速で射出されると、魚雷は空中で2回転以上することがあった。大波の立つ荒れた海面に突入するとき、魚雷はさらに激しい衝撃を受け、スピン回転を受けることがあった。そのような魚雷は走行方向が曲がってしまったり、浅い湾では海底に突き刺さったり、100mを超える水深にもぐって水圧で壊れたり、水中から飛び上がったり、水面を飛び跳ねたりし、反対方向に走り出すものも出た。確実な雷撃は、本当の精鋭航空パイロットだけが静かな海で行うことができた。
くるくると回転している魚雷は制御を失う。ジャイロスコープや深度計が正常に動作していても、そのような激しい外乱を受けた状態の魚雷は、それに比較して緩やかな軌道修正動作を目的に作られた尾部の舵では走行方向を制御することができない。いったん魚雷が長軸まわりの速い回転を起こすと、水平舵と垂直舵があるべき位置から外れたり、上下反転したりの「転動」を起こし、その結果として暴走を引き起こした。
エンジニアと科学者たちは1939年に、数年にわたるテストと数値解析の結果から一つの結論を導き出した。航空機の射出速度に対する要求が130ノットから180ノット以上に引き上げられたからには、どのような航空魚雷であっても、単なる安定板による減衰方式ではなく、加速度制御機能をもつある種のロール安定制御システムが必要とされる。加速度制御、つまり「当て舵」機能の実現は、当時としては不可能と思われた。この問題が解決されないまま、2年間が経過した。
1940年（昭和15年）秋には、雷撃隊は海軍大演習に参加した。 
編隊による雷撃発射法の戦技は、1940年10月11日に横浜沖で艦艇98隻、航空機527機が参加した紀元2600年記念特別観艦式の海軍大演習で示され、旗艦の戦艦長門の艦橋で見ていた海軍軍令部の三代一就中佐らは、包囲的に来襲した九六式陸上攻撃機隊の雷撃を長門が回避することは不可能だと思った。その場にいた山本連合艦隊司令長官は同じ感想をいだいた様子で、以後、陸上攻撃機の雷撃に信頼を置いた。ただし、この当時の九一式魚雷改2には、まだ軍港内の浅海面雷撃を、海軍から要求された180ノット以上の高速では実施できないという課題が残っていた。
浅海面雷撃の実験研究では、緒戦期〜大戦前半期の空母雷撃隊を指揮した村田重治少佐（海兵58期）が知られた。日米開戦前に第一航空艦隊所属の九七式艦上攻撃機雷撃隊による浅海面雷撃訓練を担当し、1941年12月、日米開戦冒頭の真珠湾攻撃において浅海面雷撃作戦を成功させた。
1940年（昭和15年）末当時、横須賀航空隊の分隊長だった村田少佐は浅海面魚雷発射で横空と空技廠との共同実験研究に従事していた。安定器、安定舵はまだ開発されていず、框板付きの九一式魚雷改2で浅海面雷撃を実施する射法を研究した。
工廠の家田工長は、1941年の春に、初期のころの加速度制御機能をもつ新しい安定器（ロール安定制御システム）を発明した。続いて、海軍技師の野間はそのあと別のシステムを作り出し、1941年夏に最終テストされた。その装置は、単なる小さな機械式の空気バルブ構造物が、魚雷本体後部両側にある小さな安定舵（ロール・ラダー）を制御しているだけのように見えたが、実際は魚雷技術界の技術革新であり、航空魚雷技術のブレークスルーだった。九一式航空魚雷ははじめて、荒れた海で使えるようになった。
1941年（昭和16年）夏、村田は、鹿児島に集結した南雲機動部隊の全雷撃隊隊員たちに窮屈な湾内での浅海面雷撃訓練として100ノットの低速・低空飛行で雷撃実施する「第二射法」を指導していたが、8月中旬に鹿児島湾でのサンプル試射で安定器付き九一式魚雷改2の実施部隊への導入見込みを判断し、直ちに訓練内容を160ノットで雷撃する「第一射法」に切り替えた。1941年9月付で正式に南雲機動部隊の「集団指揮官」として全雷撃隊隊長を担当した。
九七式艦上攻撃機が1機7万円の当時、九一式魚雷は1本2万円の貴重な航空兵器だった。真珠湾攻撃への出撃前に鹿児島湾で新型の安定器付き九一式魚雷改2を試射経験できた雷撃隊隊員はごく限られた少数で、赤城雷撃隊の後藤大尉は鹿児島湾で一度だけ雷撃試射を経験できた。しかし、第一機動部隊雷撃隊の大半の雷撃隊搭乗員たちにとっては、真珠湾攻撃の実戦が初めての浅海面雷撃の実射になった。